# Bahnhof Dornbirn

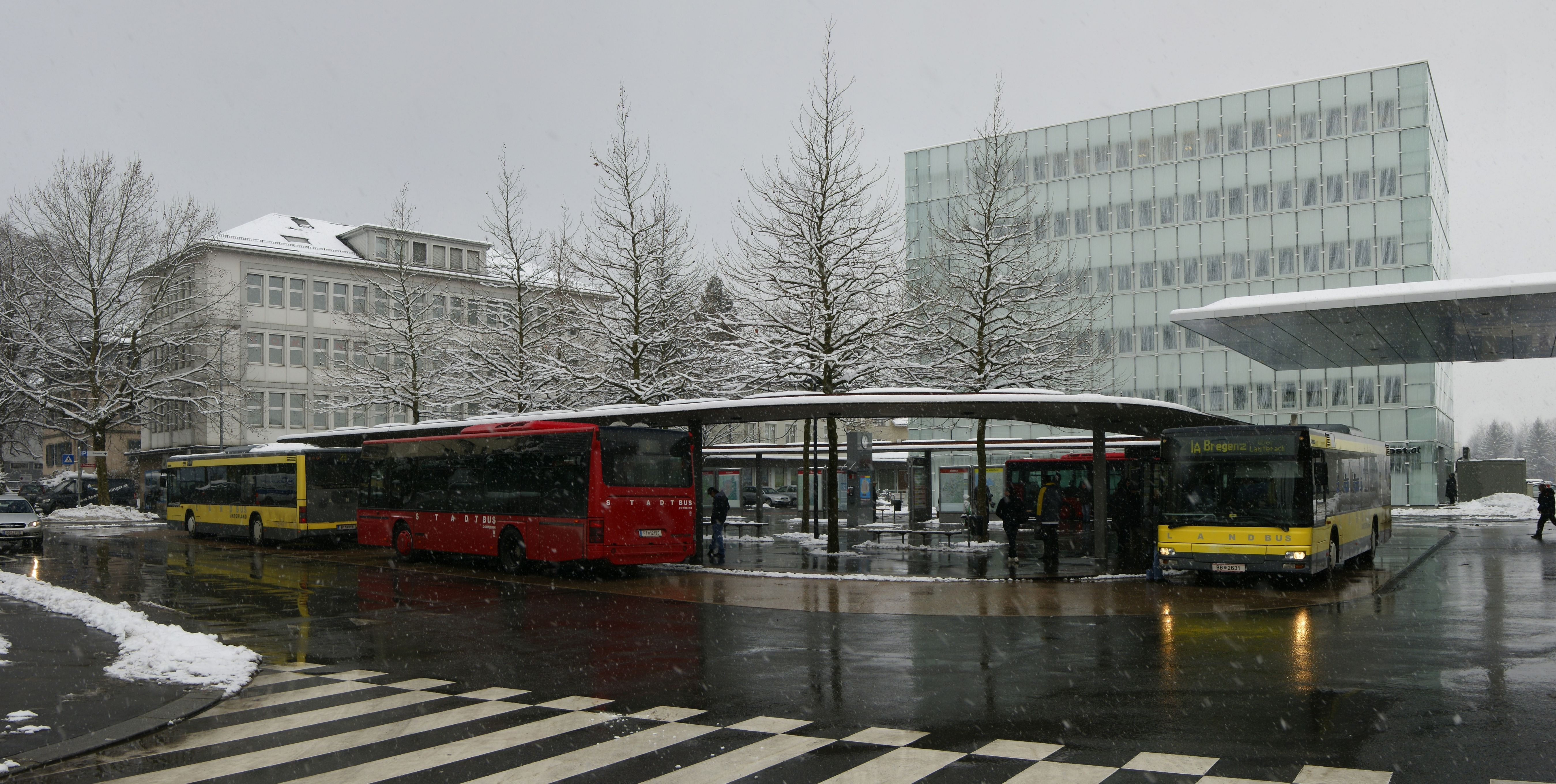
Az állomás előtti buszpályaudvar

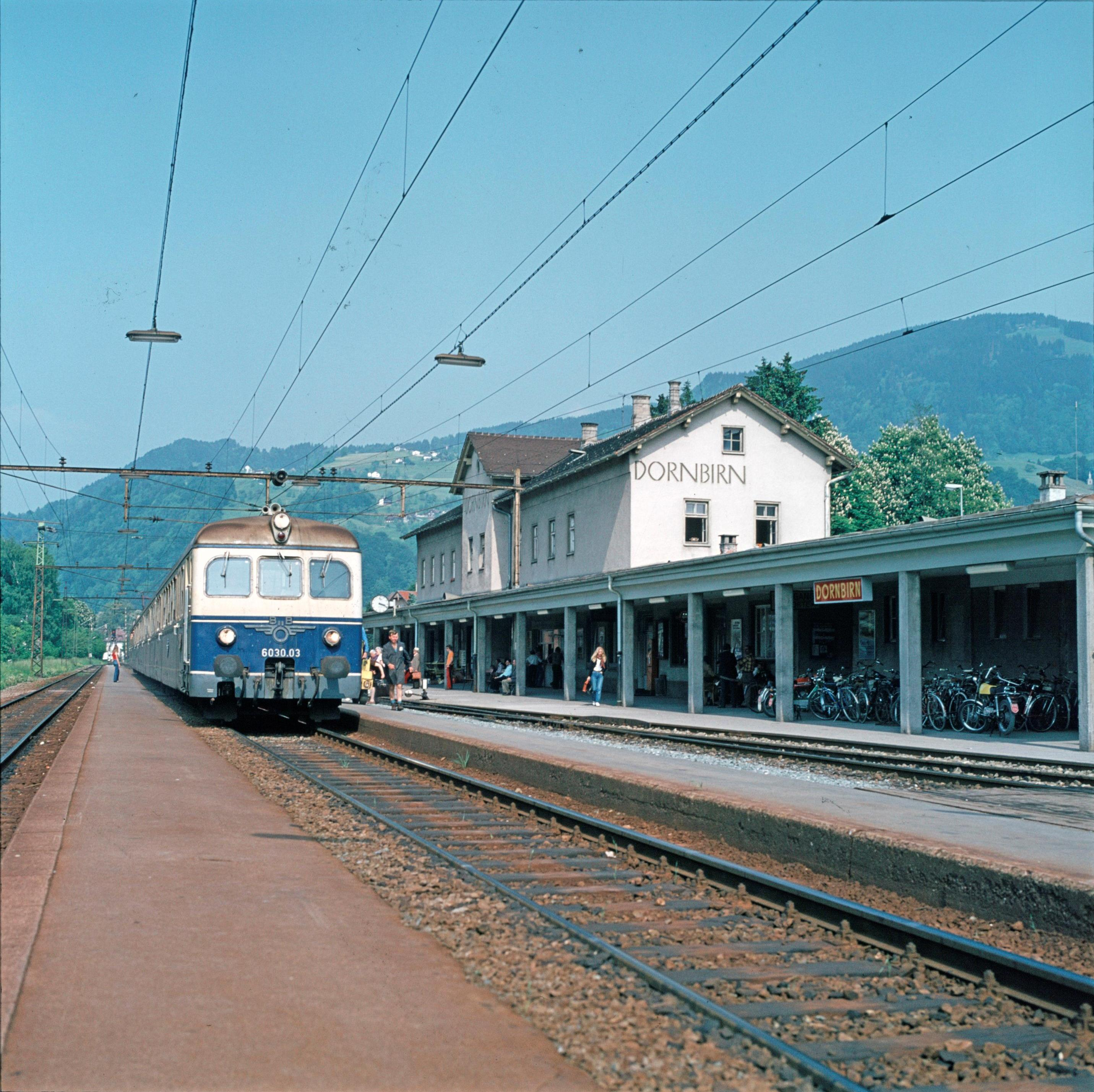
Az állomás 1975-ben

Bahnhof Dornbirn vasútállomás Ausztriában, Dornbirn városában.

## Vasútvonalak
Az állomást az alábbi vasútvonalak érintik:
- Lindau–Bludenz-vasútvonal

## Kapcsolódó állomások
A vasútállomáshoz az alábbi állomások vannak a legközelebb:
- Bahnhof Dornbirn-Schoren
- Haselstauden

## Forgalom
| Járat               | Útvonal | Gyakoriság                                                              |
| ------------------- | --- | ----------------------------------------------------------------------- |
| IC 118/119 Bodensee | Münster (Westf) – Gelsenkirchen – Duisburg – Köln – Koblenz – Mainz – Mannheim – Stuttgart – Ulm – Lindau Hbf – Bregenz – Dornbirn – Feldkirch – Bludenz – Innsbruck Hbf | egy vonatpár naponta                                                    |
| RJ                  | Bregenz – Dornbirn – Feldkirch – Bludenz – St. Anton am Arlberg – Innsbruck Hbf – Salzburg Hbf – Linz Hbf – St. Pölten – Wien Hauptbahnhof – Flughafen Wien Bahnhof | kétóránként                                                             |
| EN 246/247          | Wien Hbf Autoreisezuganlage – Wien – Linz – Salzburg – Innsbruck – Bludenz – Feldkirch (tartalmazza az autólerakodást is) – Dornbirn – Bregenz | egy vonatpár naponta                                                    |
| REX                 | (Lindau –) Bregenz – Dornbirn – Feldkirch – Bludenz ( – Schruns) | félóránként (abban az órában, amikor Railjet van, a REX nem közlekedik) |
| S                   | S 1 Lindau-Insel – Lochau-Hörbranz – Bregenz Hafen – Bregenz – Riedenburg – Lauterach – Wolfurt – Schwarzach – Haselstauden – Dornbirn – Dornbirn Schoren – Hatlerdorf – Hohenems – Altach – Götzis – Klaus in Vorarlberg – Sulz-Röthis – Rankweil – Feldkirch Amberg – Feldkirch – Frastanz – Schlins-Beschling – Nenzing – Ludesch – Nüziders – Bludenz |                                                                         |

Az állomás előtt található a város autóbusz-állomása is, számos helyi- és távolsági autóbuszjárattal.